# Lipotriches azarensis
Lipotriches azarensis är en biart som först beskrevs av Cockerell 1932.  Lipotriches azarensis ingår i släktet Lipotriches och familjen vägbin. Inga underarter finns listade i Catalogue of Life.